# Araneus paitaensis
Araneus paitaensis este o specie de păianjeni din genul Araneus, familia Araneidae, descrisă de Schenkel, 1953. Conform Catalogue of Life specia Araneus paitaensis nu are subspecii cunoscute.